# Роузпайн (Луїзіана)
Роузпайн (англ. Rosepine) — місто (англ. town) в США, в окрузі Вернон штату Луїзіана. Населення — 1519 осіб (2020).

## Географія
Роузпайн розташований за координатами 30°55′29″ пн. ш. 93°17′18″ зх. д. / 30.92472° пн. ш. 93.28833° зх. д. (30.924655, -93.288290).  За даними Бюро перепису населення США в 2010 році місто мало площу 6,21 км², з яких 6,19 км² — суходіл та 0,01 км² — водойми.

## Демографія
Згідно з переписом 2010 року, у місті мешкали 1692 особи в 657 домогосподарствах у складі 422 родин. Густота населення становила 273 особи/км².  Було 731 помешкання (118/км²).
Расовий склад населення:
| - 83,7 % — білих - 8,0 % — чорних або афроамериканців - 1,2 % — азіатів - 1,1 % — корінних американців - 3,1 % — осіб інших рас |

До двох чи більше рас належало 2,8 %. Частка іспаномовних становила 6,4 % від усіх жителів.
За віковим діапазоном населення розподілялося таким чином: 26,9 % — особи молодші 18 років, 59,9 % — особи у віці 18—64 років, 13,2 % — особи у віці 65 років та старші. Медіана віку мешканця становила 33,1 року. На 100 осіб жіночої статі у місті припадало 92,3 чоловіків;  на 100 жінок у віці від 18 років та старших — 85,5 чоловіків також старших 18 років.
Середній дохід на одне домашнє господарство  становив 47 814 долари США (медіана — 32 054), а середній дохід на одну сім'ю — 51 157 доларів (медіана — 40 625). Медіана доходів становила 40 179 доларів для чоловіків та 28 354 долари для жінок. За межею бідності перебувало 32,7 % осіб, у тому числі 44,7 % дітей у віці до 18 років та 14,5 % осіб у віці 65 років та старших.
Цивільне працевлаштоване населення становило 700 осіб. Основні галузі зайнятості: освіта, охорона здоров'я та соціальна допомога — 17,4 %, роздрібна торгівля — 13,4 %, науковці, спеціалісти, менеджери — 10,6 %, будівництво — 10,1 %.